# Christian Schwarke
Christian Schwarke (* 13. August 1960 in Hamburg) ist evangelischer Theologe und Professor für Systematische Theologie in Dresden.
Er machte sein Abitur 1980 und studierte von 1981 bis 1986 Theologie in Hamburg und München und war von 1986 bis 1990 wissenschaftlicher Mitarbeiter an der LMU München bei  Trutz Rendtorff. Schwarke promovierte 1990. Von 1991 bis 1993 war er Vikar in Norderstedt bei Hamburg und wurde danach ordiniert. Im Anschluss war er wieder Wiss. Mitarbeiter am Institut Technik-Theologie-Naturwissenschaften an der Ludwig-Maximilians-Universität München. Er habilitierte sich 1997. Von 1997 bis 1999 war er Pastor in Hamburg und nahm in dieser Zeit auch Lehrstuhlvertretungen und Lehraufträge in Dresden und Hamburg an. Seit 2000 ist er als Nachfolger von Klaus Tanner Professor für Systematische Theologie an der Technischen Universität Dresden. Von 1994 bis 2003 war er Mitglied der Ethikkommission (III) der Charité, Berlin.
Schwarkes Forschungsschwerpunkte sind u. a. Technikethik, vor allem Gentechnik, und Medizinethik.

## Wichtige Veröffentlichungen
- Jesus kam nach Washington. Die Legitimation der amerikanischen Demokratie aus dem Geist des Protestantismus (1991)
- Die Kultur der Gene. Eine theologische Hermeneutik der Gentechnik (2000)
- mit Biewald, Roland: Weltbilder – Menschenbilder. Naturwissenschaft und Theologie im Dialog. Informationen, didaktische Hinweise und Materialien für den Unterricht in der Sekundarstufe II (Themenheft Religion 3) Leipzig: Evangelische Verlagsanstalt 2003.
- (Hrsg.) Ethik in Wissenschaft und Technik. Erfahrungen und Perspektiven im interdisziplinären Dialog, Bonn: Friedrich Ebert Stiftung 1994.
- Verantwortung und Menschenbild : Beiträge zur interdisziplinären Ethik und Anthropologie / Hermann Hepp ; Nikolaus Knoepffler ; Christian Schwarke; München : Utz, Wiss. 1997